# Maxim Kriat
Maxim Kriat (ukrainisch Максим Алексеевич Крят Maksym Alekseewytsch Krjat; * 12. September 1984 in Lwiw, Ukrainische SSR) ist ein ehemaliger ukrainischer Triathlet.

## Werdegang
Maxim Kriat nahm vorwiegend bei Triathlon-Bewerben über die olympische Distanz teil (1,9 km Schwimmen, 90 km Radfahren und 21,1 km Laufen). Seine ersten internationalen Ergebnisse tauchen 2004 auf.
2009 erreichte er den zweiten Rang beim Ironman Florida und im November 2011 konnte er diesen Erfolg wiederholen. 2013 startete er beim Ironman Hawaii und belegte den 41. Rang.
Kriat ist Mitbegründer und sportlicher Leiter des RedLava Triathlon Teams. Er startete in Deutschland für den Verein Bayer 05 Uerdingen. Seit 2018 tritt er nicht mehr international in Erscheinung.
Maxim Kriat studierte Sport an der Universität in Lwiw. Er lebt in Astana. Seit Februar 2018 ist er verlobt.

## Sportliche Erfolge
| Datum/Jahr    | Rang | Wettbewerb                                             | Austragungsort   | Zeit     | Bemerkung                                                                                                |
| ------------- | ---- | ------------------------------------------------------ | ---------------- | -------- | --- |
| 1. Sep. 2018  | 11   | Asian Games                                            | Palembang        | 01:54:53 | |
| 9. Mai 2015   | 13   | Ironman 70.3 Mallorca                                  | Alcúdia          | 04:08:31 | |
| 23. Aug. 2014 | 4    | Ironman 70.3 Budapest                                  | Budapest         | 03:53:17 | |
| 24. Mai 2014  | 15   | ETU Sprint Triathlon European Cup                      | Dnepropetrovsk   | 00:54:52 | |
| 22. Sep. 2013 | 6    | Ironman 70.3 Augusta                                   | Augusta          | 03:52:15 | |
| 19. Mai 2013  | 4    | Ironman 70.3 Florida                                   | Orlando          | 03:51:59 | |
| 30. Sep. 2012 | 1    | Ironman 70.3 Augusta                                   | Augusta          | 03:49:14 | zweiter Sieg in Augusta                                                                                  |
| 3. Juni 2012  | 2    | Ironman 70.3 Mooseman                                  | Newfound         | 04:13:27 | Zweiter hinter Clayton Fettell                                                                           |
| 20. Mai 2012  | 2    | Ironman 70.3 Florida                                   | Orlando          | 03:56:56 | |
| 18. März 2012 | 6    | Ironman 70.3 San Juan                                  | San Juan         | 04:00:01 | [ 2 ] |
| 25. Sep. 2011 | 2    | Ironman 70.3 Augusta                                   | Augusta          | 03:49:34 | [ 3 ] |
| 18. Sep. 2011 | 6    | Ironman 70.3 Syracuse                                  | Syracuse         | 04:07:25 | |
| 5. Juni 2011  | 1    | Ironman 70.3 Mooseman                                  | Newfound         | 04:02:04 | [ 4 ] |
| 15. Mai 2011  | 2    | Ironman 70.3 Florida                                   | Orlando          | 03:57:10 | |
| 1. Mai 2011   | 1    | Ironman 70.3 St. Croix                                 | Saint Croix      | 04:11:43 | |
| 26. Sep. 2010 | 1    | Ironman 70.3 Augusta                                   | Augusta          | 03:46:54 | Sieg mit neuem Streckenrekord                                                                            |
| 19. Sep. 2010 | 2    | Ironman 70.3 Syracuse                                  | Syracuse         |          | |
| 11. Juni 2010 | 5    | Ironman 70.3 Rhode Island                              | Narragansett     |          | |
| 6. Juni 2010  | 1    | Ironman 70.3 Mooseman                                  | Newfound         | 04:01:12 | Sieger mit neuem Streckenrekord                                                                          |
| 4. Apr. 2010  | 2    | ITU South American Championships                       | Lima             |          | |
| Okt. 2009     | 6    | Ironman 70.3 Austin                                    | Austin           | 03:52:57 | im Oktober 2009 hinter dem Sieger Richie Cunningham                                                      |
| 2009          | 5    | Ironman 70.3 Augusta                                   | Augusta          |          | |
| 21. Juli 2007 | 42   | ETU Short Distance Triathlon European Championship U23 | Kuopio           | 01:53:14 | Triathlon-Europameisterschaft U23                                                                        |
| 2004          | 20   | Kohler Haardman                                        | Oer-Erkenschwick | 04:10:40 | auf der Mitteldistanz (2 km Schwimmen, 81,2 km Radfahren und 20 km Laufen) hinter dem Sieger Timo Bracht |

| Datum/Jahr    | Rang | Wettbewerb          | Austragungsort | Zeit     | Bemerkung |
| ------------- | ---- | ------------------- | -------------- | -------- | --- |
| 1. Nov. 2014  | 3    | Ironman Florida     | Panama City    | 07:24:50 | Das Rennen wurde ohne die Schwimmdistanz ausgetragen.                                                         |
| 12. Okt. 2013 | 41   | Ironman Hawaii      | Hawaii         | 10:47:31 | |
| 28. Juli 2013 | 4    | Ironman Switzerland | Zürich         | 08:47:54 | |
| 11. Aug. 2012 | 2    | Ironman New York    | New York City  | 08:24:32 | Zweiter hinter dem US-Amerikaner Jordan Rapp – und qualifiziert für einen Startplatz beim Ironman Hawaii 2012 |
| 5. Nov. 2011  | 2    | Ironman Florida     | Panama City    | 08:10:43 | |
| 7. Nov. 2009  | 2    | Ironman Florida     | Panama City    | 08:26:51 | |

(DNF – Did Not Finish)